# VEGF-D
Vascular Endothelial Growth Factor D (VEGF-D) ist ein Protein, das als Wachstumsfaktor fungiert. Es gehört zur Gruppe der Platelet Derived Growth Factor / Vascular Endothelial Growth Factor (PDGF/VEGF)-Familie. Er ist auch unter dem Namen c-fos-induced growth factor (FIGF) bekannt, der allerdings nur in der Erstpublikation von 1996 benutzt wurde.

## Funktionen
VEGF-D ist ein Wachstumsfaktor, der das Wachstums von Lymphgefäßen (Lymphangiogenese) und Blutgefäßen (Angiogenese) anregt. Obwohl er dem VEGF-C sehr ähnlich ist, scheint er – zumindest in Mäusen – nicht lebensnotwendig zu sein. Wenn man das VEGF-D-Gen in Mäusen inaktiviert (Gen-Knockout), so sind die Mäuse lebensfähig und haben nur minimale Unterschiede zu normalen (Wildtyp)-Mäusen. Im Gegensatz dazu ist VEGF-C essentiell (d. h. eine Maus ohne VEGF-C ist nicht lebensfähig).

## Unterschiede zu VEGF-C
Obwohl die Biosynthese von VEGF-D sehr ähnlich verläuft wie für VEGF-C, benötigt VEGF-D andere Enzyme, um aktiviert zu werden. Im Gegensatz zu VEGF-D gibt es für VEGF-D eine Isoform, die überhaupt nicht mehr lymphangiogen wirkt (also keinen Wachstumseffekt auf Lymphgefässe ausübt), weil sie nicht mehr den VEGF-Rezeptor-3 (VEGFR-3) binden und aktivieren kann. Dies erklärt u. a. vermutlich auch, warum VEGF-D in einigen Experimenten als stärkster angiogener Faktor identifiziert wurde.

## Krankheitsrelevanz
Da VEGF-D das Wachstum von Blut- und Lymphgefäßen anregen kann, wird vermutet, dass es – ähnlich wie VEGF-C – zur Versorgung bestimmter Tumoren mit Blutgefäßen und damit zur Sauer- und Nährstoffversorgung (Tumorangiogenese) und zur lymphatischen Metastasierung beitragen kann.

## Entdeckung
VEGF-D wurde unabhängig entdeckt und beschrieben von vier verschiedenen Laboratorien in den Jahren 1996, 1997, und 1998. Obwohl die Kollaborations-Publikation der Laboratorien von Kari Alitalo und Marc Achen / Steven Stacker aus dem Jahr 1998 die letzte der drei Publikationen ist, wurde sie zur Standardreferenz.